# 皮博迪 (马萨诸塞州)
皮博迪（英語：Peabody）是美国马萨诸塞州埃塞克斯县的一座城市。根据2020年美国人口普查结果，该市人口为54,481人。皮博迪地处马萨诸塞州的北岸地区，以其工业历史而闻名。

## 历史
皮博迪原为美国原住民瑙姆凯格人的居住地。1626年，由罗杰·科南特领导的一小群殖民者从安角来此定居。当时该地区是塞勒姆的一部分，随后则相继被称为诺斯菲尔兹（Northfields）、塞勒姆农场（Salem Farms）和布鲁克斯比（Brooksby）。17世纪后期塞勒姆审巫案期间，多名当地居民受到迫害，有三人（约翰·普罗克特、贾尔斯·科里、玛莎·科里）被处死。
1752年，该地区从塞勒姆分离，并入丹弗斯。当时，这一地区被称为“南教区”，此名称与位于今皮博迪广场的一座教堂有关。1855年，该地区脱离丹弗斯，成立南丹弗斯镇。1868年4月30日，为纪念出生于此地的企业家、慈善家乔治·皮博迪，南丹弗斯更名为皮博迪。1916年，皮博迪获得建制市地位。
皮博迪建立之初，是一个典型的农业地区，但其水网密布的自然条件，为当地工业的发展提供了基础。而皮革工业的异军突起，使皮博迪成为新英格兰皮革工业的主要中心，吸引了来自世界各地的移民。

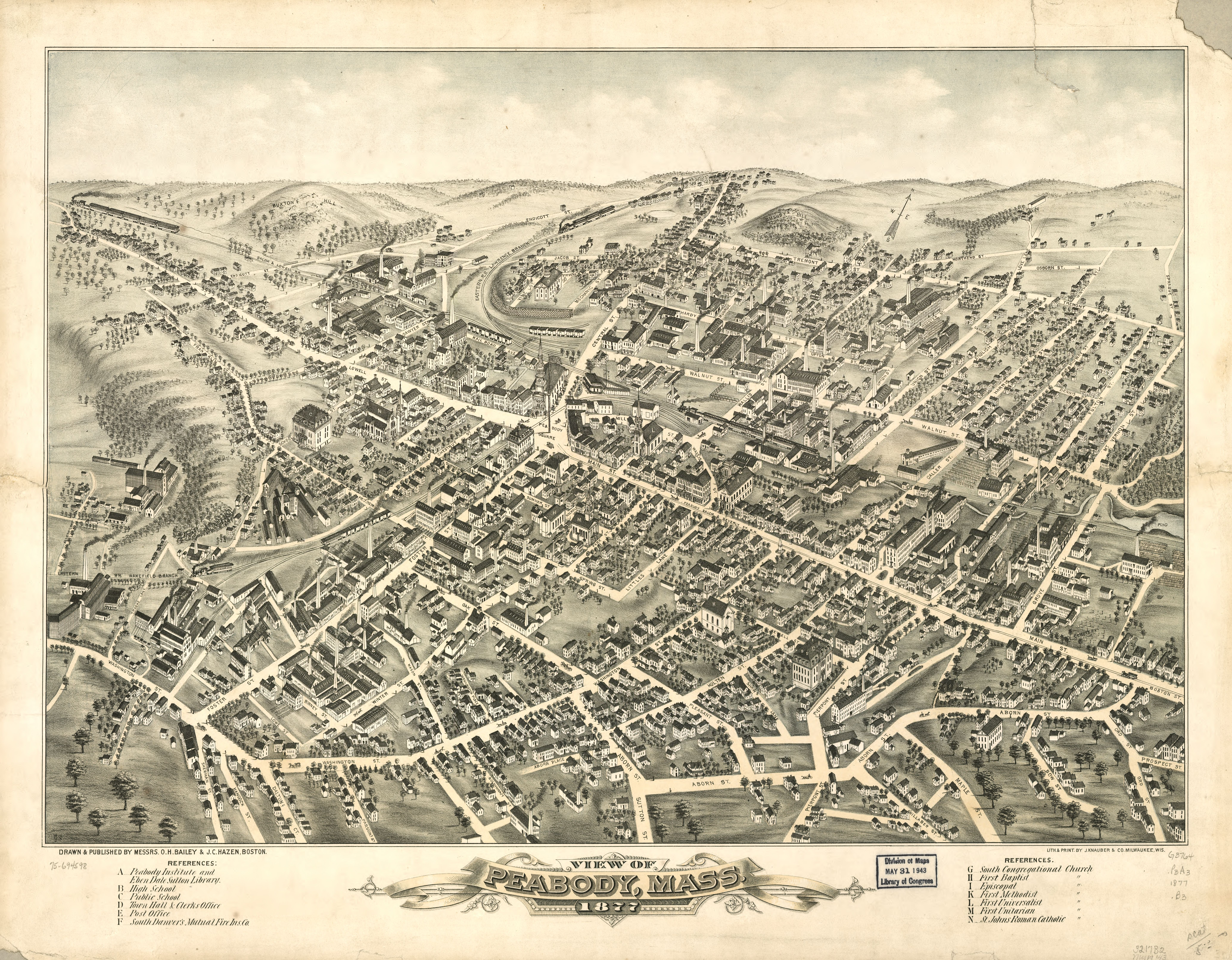
皮博迪全景图，1877年

1915年，皮博迪三分之一的人口出生在美国境外。除了大批爱尔兰裔和俄罗斯裔人口在此定居外，皮博迪还发展出了一个庞大的由奥斯曼帝国移民组成的劳工社区，其居民大多数是来自哈普特（今埃拉泽）的土耳其人和库尔德人。他们主要居住在皮博迪的核桃街（Walnut Street），因此该街又有“奥斯曼街”（Ottoman Street）之称。此外，由于美国在一战期间与奥斯曼帝国交战，因此核桃街有时也被贬称为“皮博迪的巴巴里海岸”。当时来此的一位游客注意到，城中的招牌是用英语和奥斯曼土耳其语两种语言写成的。
1915年10月28日，皮博迪市中心栗子街（Chestnut Street）的圣约翰学校发生严重火灾，21名儿童遇难。一般认为起火原因是有人故意纵火。火灾被扑灭后，救援人员发现了遇难儿童的尸体。这些尸体蜷缩在一起，被烧的面目全非，距离出口仅几步之遥。此后，皮博迪立法规定公共建筑的所有入口或出口都必须能够直接推开，开美国之先河。
直到20世纪下半叶，皮博迪“奥斯曼街”的制革厂仍然是当地的经济支柱之一，此后，这些制革厂或倒闭，或搬迁，但皮博迪至今仍有“皮匠城”、“皮革城”之称。皮博迪退伍军人纪念高中的吉祥物名称也为“皮匠”。
制革业的衰落对皮博迪的经济造成了严重打击，但该市通过发展其他产业，一定程度上弥补了损失。20世纪初，科温制造公司在皮博迪设立。作为黄铜时代汽车的先驱之一，该公司的成立使皮博迪成为当时美国汽车工业的重镇。
北岸商城原名北岸购物中心（Northshore Shopping Center），是这一地区最大的商场之一，于1958年9月开业。位于市中心的百年工业园区（Centennial Park）吸引了多家医疗和科技企业入驻。西皮博迪在20世纪50年代之前主要是农田，现已发展成为高尚住宅区。布鲁克斯比农场（Brooksby Farm）占地275-英畝（1.11-平方），几十年来一直是该市最受欢迎的旅游景点之一。
皮博迪也是塞勒姆乡村俱乐部的所在地，该鄉村俱樂部拥有专业的高爾夫球場，曾举办过多场全国性的高尔夫赛事。

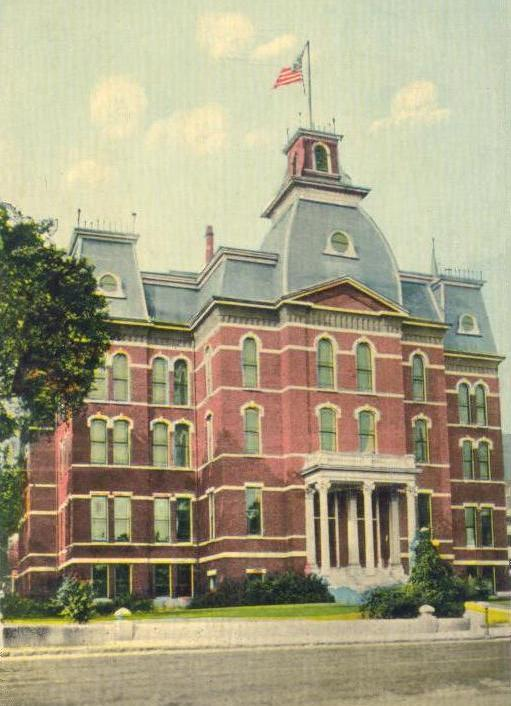
皮博迪市政厅，1912年
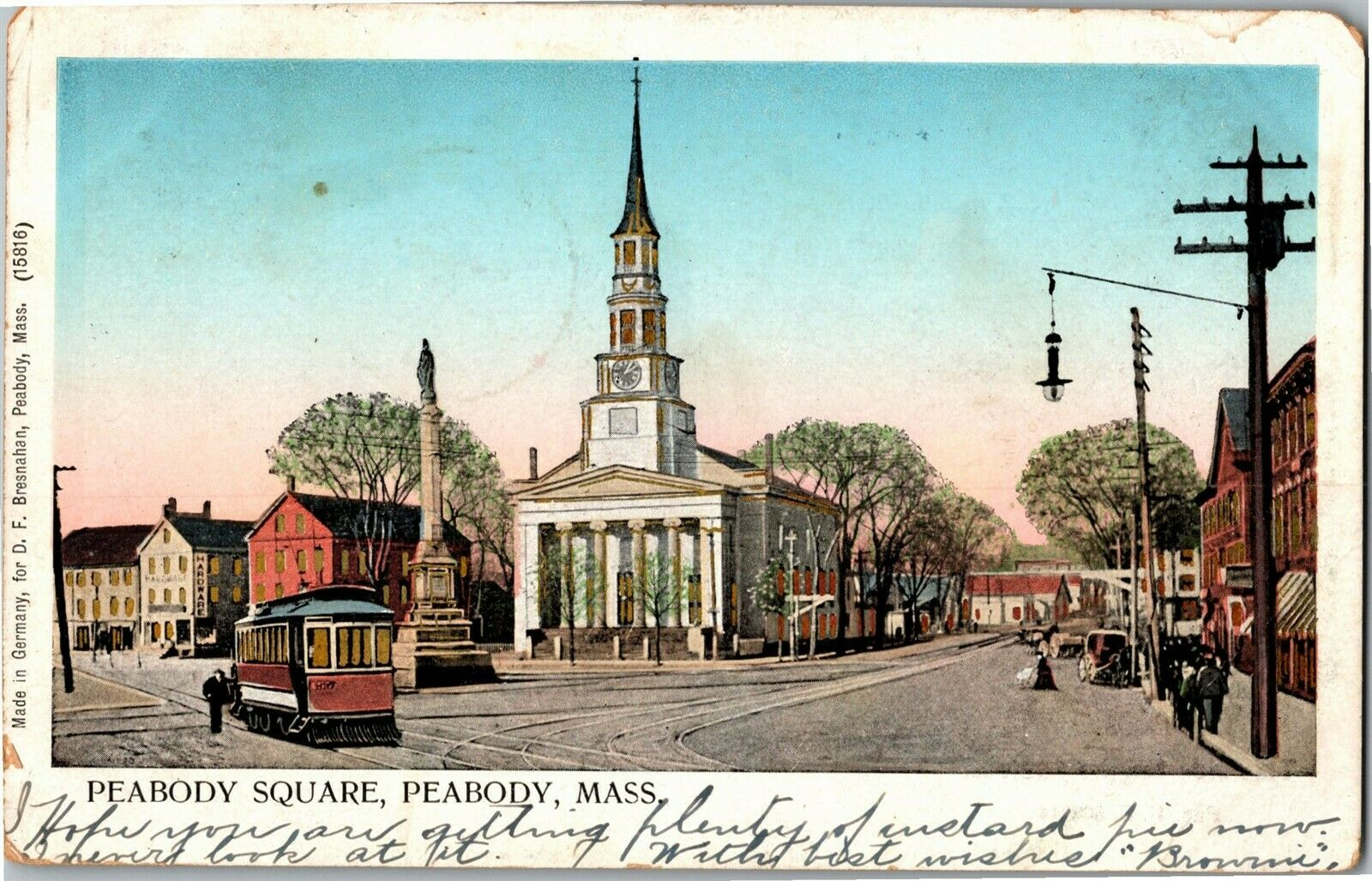
皮博迪广场，约1906年
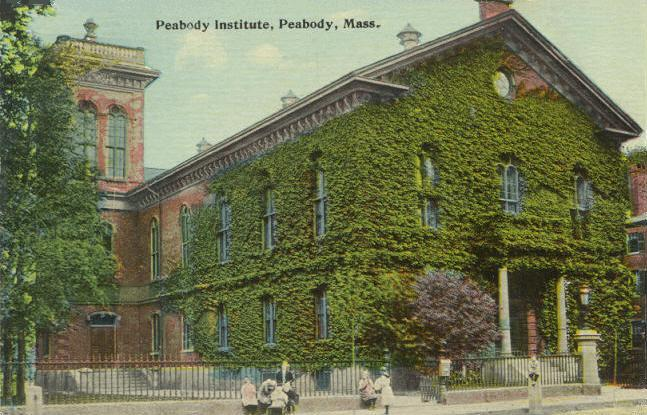
皮博迪学院图书馆，约1912年
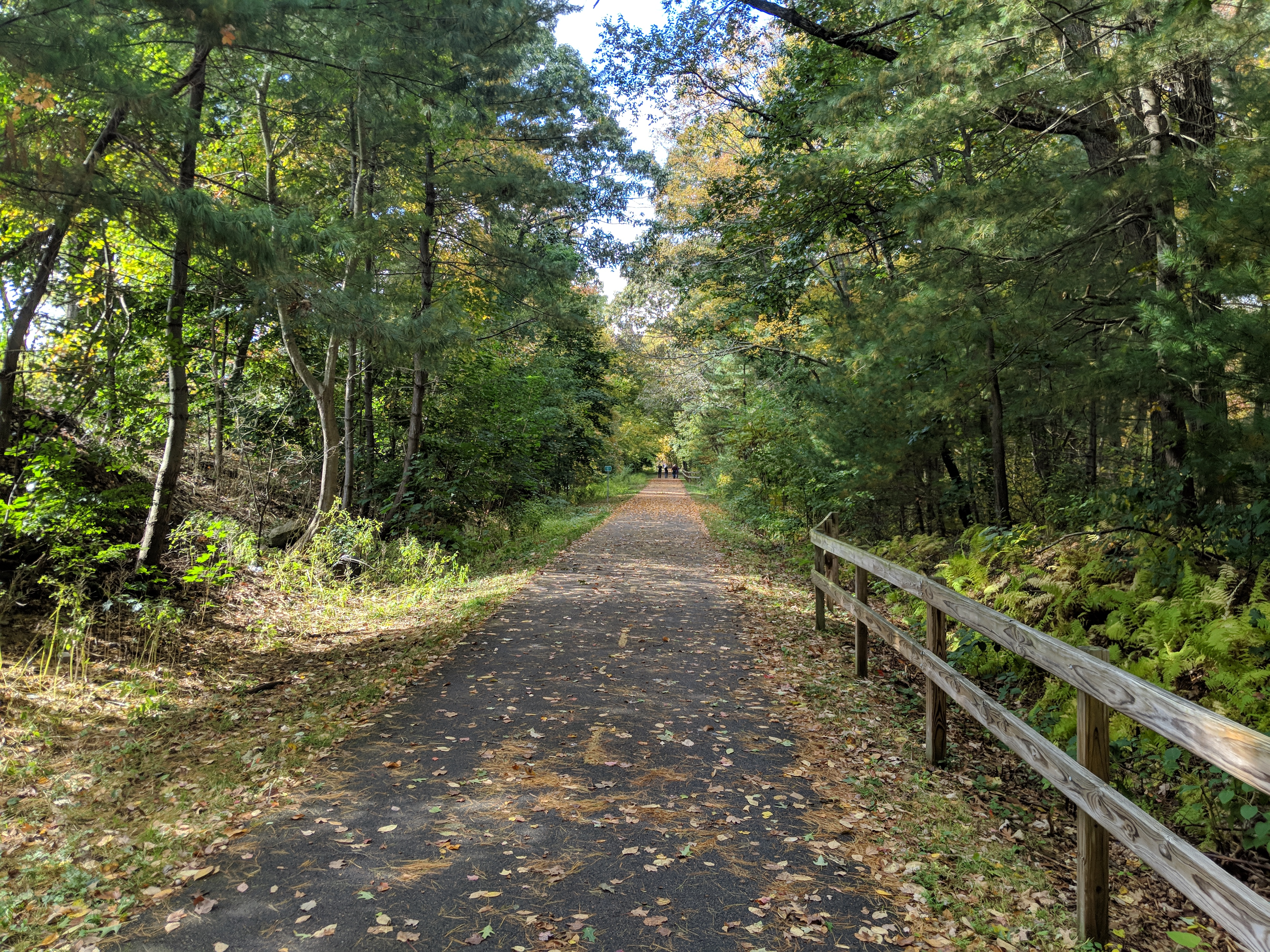
独立绿道
皮博迪昔日的制革厂

## 地理
皮博迪位于42°32′3″N 70°57′41″W / 42.53417°N 70.96139°W。根据美国普查局的数据，全市面积16.8平方英里（43.5平方），其中陆地面积16.2平方英里（42.0平方），水域面积0.58平方英里（1.5平方），水域率3.46%。伊普斯威奇河流经皮博迪的西北边界，有小溪流入其中，为其供水；而丹弗斯河的支流沃特斯河则流经该市的东北部。桑陶格湖（Suntaug Lake）一部分位于皮博迪，此外城内还零星分布着几个池塘。布鲁克斯比农场（Brooksby Farm）是全市最大的保护区，纳撒尼尔费尔顿住宅也位于该农场内。
皮博迪的城市版图大略呈楔形，市中心位于东南端，距塞勒姆市中心2英里（3），东北距波士顿15英里（24），西南距格洛斯特18英里（29），东南则距劳伦斯18英里（29）。皮博迪与米德尔顿、丹弗斯、塞勒姆、林恩、林菲尔德等接壤。

## 政治
皮博迪市政府为市长-议会制，现任市长为小爱德华·A·贝当古（Edward A. Bettencourt, Jr.）。在州立法机构中，皮博迪的代表权由以下选区选出的民意代表行使：
- 马萨诸塞州参议院埃塞克斯县第二选区（英语：Massachusetts Senate's 2nd Essex district）[16]
- 马萨诸塞州众议院埃塞克斯县第十二选区（英语：Massachusetts House of Representatives' 12th Essex district）[17]
- 马萨诸塞州众议院埃塞克斯县第十三选区（英语：Massachusetts House of Representatives' 13th Essex district）

## 人口
根据2010年美国人口普查数据，皮博迪共有51,251人、22,220个住房单位。非拉丁裔白人占全市人口的90.4%，拉丁裔占6.3%，非裔占2.4%，亚裔占1.9%，太平洋岛民后裔占0.04%，其他族裔占3.8%，两个及以上种族的混血占1.6%。
自20世纪初以来，该市就有大量的希腊裔人口。20世纪中叶以来，葡萄牙裔开始成为当地的重要族裔。进入21世纪后，巴西人大量涌入皮博迪。
在全市21,313户当中，26.8%有18岁以下的儿童，48.4%是共同生活的已婚夫妇，10.7%的户主为独居女性，37.1%并非家庭。单人户占总户数的31.4%，而只有一名65岁以上老人的单人户则占16.3%。住户平均规模为2.28人，其中家庭户平均规模为3.02人。
人口年龄构成方面，21.1%的人口年龄低于20岁，22.5%的人口年龄介于20至39岁，29.8%的人口年龄介于40至59岁，26.5%的人口年龄在60岁以上，中位数年龄为44.6岁。性别比例方面，总人口性别比为90.3（以女性为100），成年人口性别比为86.9（以女性为100）。
全市住户平均收入为65,515美元，家庭户平均收入为80,471美元，男性平均收入为55,352美元，女性平均收入为44,167美元。4.4%的人口和6.3%的家庭低于贫困线，包括5.8%的未成年人和7.9%的老年人。
在2009年4月版的《福布斯》中，皮博迪被评为全美第十四宜居的城市。

## 经济
皮博迪市的主要雇主有波士頓兒童醫院、蔡司、日本電子、索康尼等。

## 基础设施

### 交通
皮博迪地处95号州际公路、128号州道、129号州道和1号国道的交汇处，交通极为便利。1号国道自南向北穿过城市，是连接波士顿及其东北郊区的主要路线。129号州道是一条东西向的线路，在与皮博迪相邻的林菲尔德与1号国道并行。95号州际公路和128号州道并行37英里，是波士顿环城公路的一部分，但两条公路在皮博迪分开，95号州际公路向北直达新罕布什尔州，而128号州道向东可通往格洛斯特和安角。 114号州道穿过城市东北角，从丹弗斯通往塞勒姆，在128号公路的25号出口处与之交叉，该交汇处与北岸商城相邻。35号州道的南端终点位于114号州道，距塞勒姆仅半英里。
马萨诸塞湾交通局运营的几条公交线路经过皮博迪。两条由泛美铁路运营的铁路线路也经过该市，其中一条线路从林菲尔德通往丹弗斯，另一条线路从米德尔顿通往塞勒姆，但该线路大部分处于废弃状态。距离皮博迪最近的通勤铁路服务位于塞勒姆，沿纽伯里波特/罗克波特线可达波士顿北站。最近的地方性机场是贝弗利市机场，最近的全国性和国际航空服务则位于波士顿的洛根国际机场。

### 其他公用事业
由市政府所有的皮博迪市立电厂为该市提供电力，天然气服务则由英国国家电网提供。有线电视方面，该市的有线电视长期由康卡斯特垄断，直到2019年6月，市政府向RCN颁发了第二张有线电视牌照，康卡斯特的垄断地位才告终结。

## 教育
皮博迪主要的教育机构如下：
- 皮博迪退伍军人纪念高中（英语：Peabody Veterans Memorial High School）[30]
- 芬威克主教高中（英语：Bishop Fenwick High School (Peabody, Massachusetts)）
- J·亨利·希金斯中学（J. Henry Higgins Middle School）
- 圣约基督教学院（英语：Covenant Christian Academy (West Peabody, Massachusetts)）
- 施洗者约翰学校（St. John The Baptist School）

## 名人
- 乔治·皮博迪（1795-1869），企业家、慈善家
- 傑克·威爾許（1935-2020），企业家，曾任通用电气首席执行官
- 萨曼莎·阿瑟诺（1981-），游泳运动员